# Уральский мост
Ура́льский мост — автодорожный железобетонный рамный мост через реку Смоленку в Санкт-Петербурге, соединяет Васильевский остров и остров Декабристов.

## Расположение
Соединяет 8-ю и 9-ю линии Васильевского острова с Уральской улицей (Василеостровский район). Ближайшая станция метрополитена — «Василеостровская». Ниже по течению находится Смоленский мост.

## Название
С 1798 года мост назывался Миллеровым, по фамилии домовладельца полковника И. И. Миллера. С 1829 года возникло называние Винный мост, так как близ него находился Винный городок: окружённая рвами территория, где располагались казённые склады вина и пеньки. Также существует версия, что Винным городком в XVIII веке назывался острог, где содержались «по винам своим» осуждённые. Современное название известно с начала XX века и дано по наименованию Уральской улицы.

## История
Деревянный балочный мост на этом месте существовал уже в 1716 году. В XIX веке мост неоднократно ремонтировался: в 1841, 1877, 1883 (уширен судоходный пролёт). В 1902 году городская дума рассматривала вопрос о замене деревянного моста железобетонным, но решение не было принято. В 1916 году мост перестроили в трёхпролётный балочный с прогонами из бруса, со свайными опорами и деревянным верхним строением. В 1928 году он был усилен для пропуска однопутной линии трамвая. Средний пролёт был перекрыт металлической двутавровой балкой, а береговые пролётные строения оставались деревянными. На мосту было установлено легкое металлическое перильное ограждение вместо деревянного. Длина моста составляла 26,2 м, ширина – 22,4 м.
В 1973—1974 годах построен существующий железобетонный мост по проекту инженера Е. А. Болтуновой и архитектора Л. А. Носкова. На время производства работ в створе 12-й и 13-й линии Васильевского острова был возведён временный деревянный мост, по которому было организовано трамвайное движение. Строительство моста осуществляло СУ-4 треста «Ленмостострой» под руководством главного инженера Г. В. Смирнова.
В 2002 году в связи с прекращением трамвайного движения на прилегающих улицах на мосту были демонтированы трамвайные пути с последующим восстановлением гидроизоляции и асфальтобетонного покрытия.

## Конструкция
Мост однопролётный железобетонный рамный. По статической схеме представляет собой трёхшарнирную раму. Ригель рамы выполнен из сборных железобетонных элементов двутаврового сечения переменной высоты, омоноличенных с «ногами» рамы. В поперечном сечении установлено 24 блока с расстояниями в осях 1,25 м. Балки-консоли смыкаются в середине пролёта посредством несовершенного шарнира. Шарниры устроены также и в основании «ног» рамы. «Ноги» рамы выполнены из монолитного железобетона на свайном основании. Мост косой в плане, угол косины 85°49'. Расчётный пролёт рамы 21,0 м, пролёт в свету равен 19,42 м. Общая длина моста составляет 24,6 м, ширина — 31 м (из них ширина проезжей части — 21 м и 2 тротуара по 5 м).
Мост предназначен для движения автотранспорта и пешеходов. Проезжая часть моста включает в себя 4 полосы для движения автотранспорта. Покрытие проезжей части и тротуаров — асфальтобетон. Тротуары отделены от проезжей части высоким гранитным парапетом. Перильное ограждение чугунное литое простого рисунка, завершается на устоях гранитными тумбами. При въездах на мост на гранитных тумбах установлены 4 гранитных обелиска, увенчанные медными золочёными парусными кораблями. Наружная поверхность устоев и фасады моста облицованы гранитом. С низовой стороны моста на левом берегу реки сооружён гранитный лестничный спуск.